# 1672년
1672년은 금요일로 시작하는 윤년이다.

## 연호
- 동녕(東寧) 영력(永曆) 26년
- 청(淸) 강희(康熙) 11년
- 일본(日本) 간분(寛文) 12년
- 후 레 왕조(後黎朝) 즈엉득(陽德) 원년
- 막 왕조(莫朝) 투언득(順德) 35년

## 기년
- 동녕(東寧) 연평문왕(延平文王) 10년
- 류큐(琉球) 쇼테이왕(尚貞王) 4년
- 청(淸) 성조 강희제(聖祖 康熙帝) 11년
- 조선(朝鮮) 현종(顯宗) 13년
- 후 레 왕조(後黎朝) 가종(嘉宗) 원년

## 탄생
- 5월 1일 - 영국의 시인, 수필가, 극작가, 정치인 조지프 애디슨 (~1719년)
- 6월 9일 - 러시아의 황제 표트르 1세. (~1725년)

## 사망
- 12월 2일 - 조선의 문신, 정치가 송준길. (1606년~)

### 미상
- 네덜란드 공화국의 사실상의 최고지도자 얀 데 비트